# Никола Калканджиев
Никола Калканджиев е български футболист, защитник.

## Кариера
Играе за „Славия“ от 1922 до 1934 г. Шампион и носител на купата на страната през 1928 и 1930 г. Вицешампион през 1926, 1932 и 1934 г. Има 7 мача за националния отбор в периода 1926 – 1932 г. Завършва треньорска школа в Италия. Тренира отбора на „Славия“ и националния отбор в 5 мача. В турнира за Балканската купа (1935) под негово ръководство се представя успешно в мачовете си с Гърция, Румъния и Югославия и става носител на купата.